# Mi tío Magdaleno
Mi tío Magdaleno es una serie de historietas creada por Carlos Conti para el semanario "El DDT" en 1951.

## Trayectoria editorial
Mi tío Magdaleno compartía la tercera página de "El DDT" con Azufrito de Vázquez. Tenía un formato cuadrado compuesto por 5 o 6 viñetas distribuidas en 3 filas.
A partir de 1959, volvió a serializarse en "Ven y Ven"/"Suplemento de historietas de El DDT".